# Vera bé bỏng
Vera bé bỏng (tiếng Nga: Маленькая Вера) là một bộ phim tâm lý xã hội, khai thác đề tài quan hệ tình dục trong giới trẻ, ra mắt lần đầu năm 1988.

## Nội dung
Cô gái trẻ Vera sống cùng mẹ và một ông bố nghiện rượu, Koly.

## Diễn viên
- Natalia Negoda... Vera
- Andrey Sokolov... Sergey
- Yury Nazarov... Kolya (bố Vera)
- Lyudmila Zaytseva... Rita (mẹ Vera)
- Aleksandr Alekseyev-Nyegreba... Viktor (anh trai Vera)
- Andrey Fomin... Andrey

## Ê-kíp
- Thiết kế sản xuất: Vladimir Posternak
- Phục trang: Natalia Polyakh
- Âm thanh: Pavel Drozdov